# Новотроицкое (Приазовский район)
Новотроицкое (укр. Новотроїцьке) — село,
Шевченковский сельский совет,
Приазовский район,
Запорожская область,
Украина.
Село ликвидировано в 1994 году .

## Географическое положение
Село Новотроицкое находилось в 3-х км от села Петровка.
По селу протекает пересыхающий ручей.

## История
- 1994 — село ликвидировано [1].